# Pallavolo Reggio Emilia 2004-2005
Questa voce raccoglie le informazioni riguardanti la Pallavolo Reggio Emilia nelle competizioni ufficiali della stagione 2004-2005.

## Stagione
La stagione 2004-05 è per la Pallavolo Reggio Emilia, sponsorizzata da Grissin Bon, la cinquantaduesima consecutiva in Serie A1; in panchina viene chiamato Davide Baraldi, mentre la rosa viene completamente rivoluzionata con le uniche conferme di Maria Pia Romanò e Anna Bo: tra gli acquisti quelli di Erin Aldrich, Riette Fledderus e Teodora Bečeva, a cui si aggiungono a campionato in corso quelli di Nicole Branagh e Chaïne Staelens, invece tra le partenze si segnalano quelle di Ingrid Šišković, Elvira Savostianova e Erna Brinkman.
Il campionato inizia con tre sconfitte consecutive, mentre la prima vittoria arriva alla quarta giornata, in trasferta, contro il Santeramo Sport per 3-2; anche il resto del girone di andata è segnato esclusivamente da sconfitte, eccetto un'unica altra vittoria contro l'Airone: la squadra si posiziona ultima in classifica. Anche il girone di ritorno segue lo stesso andamento di quello precedente: la Pallavolo Reggio Emilia raccoglie infatti solo tre successi, tutti in casa, contro il Vicenza Volley, il Santeramo Sport ed il Volley Bergamo; la regular season si conclude con il penultimo posto in classifica e la retrocessione in Serie A2.
Tutte le società partecipanti alla Serie A1 2004-05 sono di diritto qualificate alla Coppa Italia: il club emiliano non riesce a superare però la prima fase a gironi, raccogliendo esclusivamente sconfitte e classificandosi ultimo nel proprio raggruppamento, venendo così eliminato dal torneo.

## Organigramma societario
Area tecnica
- Allenatore: Davide Baraldi
- Allenatore in seconda: Alessandro Franceschetti
- Scout man: Massimo Civillini

Area sanitaria
- Preparatore atletico: Pierluigi Mancini
- Fisioterapista: Adriano Casali

## Rosa
| N° | Nome              | Ruolo | Data di nascita  | Nazionalità sportiva |
| -- | ----------------- | ----- | ---------------- | -------------------- |
| 1  | Erin Aldrich      | C     | 27 dicembre 1977 | Stati Uniti          |
| 3  | Manuela Roani     | S     | 13 febbraio 1983 | Italia               |
| 4  | Chaïne Staelens   | S     | 7 novembre 1980  | Paesi Bassi          |
| 7  | Marzia Golinelli  | L     | 4 agosto 1983    | Italia               |
| 8  | Nicole Branagh    | S     | 31 gennaio 1979  | Stati Uniti          |
| 9  | Ramona Aricò      | S/O   | 30 ottobre 1985  | Italia               |
| 10 | Giorgia Baldelli  | S     | 10 marzo 1985    | Italia               |
| 11 | Maria Pia Romanò  | C     | 13 febbraio 1976 | Italia               |
| 12 | Anna Bo           | C     | 5 marzo 1974     | Italia               |
| 14 | Teodora Bečeva    | S     | 19 marzo 1971    | Bulgaria             |
| 15 | Federica Poggiali | P     | 15 gennaio 1979  | Italia               |
| 18 | Riette Fledderus  | P     | 18 ottobre 1977  | Paesi Bassi          |

## Mercato
| Acquisti | Acquisti          | Acquisti        | Acquisti   |
| R.       | Nome              | da              | Modalità   |
| -------- | ----------------- | --------------- | ---------- |
| C        | Erin Aldrich      | Sassuolo        | definitivo |
| S/O      | Ramona Aricò      | Modica          | definitivo |
| S        | Giorgia Baldelli  | Bergamo         | definitivo |
| S        | Teodora Bečeva    | Modena          | definitivo |
| S        | Nicole Branagh    | Sassuolo        | definitivo |
| P        | Riette Fledderus  | Olimpia Ravenna | definitivo |
| L        | Marzia Golinelli  | Modena          | definitivo |
| P        | Federica Poggiali | Promo Firenze   | definitivo |
| S        | Manuela Roani     | Roma            | definitivo |
| S        | Chaïne Staelens   | Aragona         | definitivo |

| Cessioni | Cessioni            | Cessioni      | Cessioni   |
| R.       | Nome                | a             | Modalità   |
| -------- | ------------------- | ------------- | ---------- |
| C        | Anna Bo             | ritirata      | definitivo |
| S        | Erna Brinkman       | Sacrata       | definitivo |
| S        | Francesca Nicora    | ?             | definitivo |
| S        | Elvira Savostianova | Castelfidardo | definitivo |
| P        | Elisa Simonetti     | Promo Firenze | definitivo |
| S        | Ingrid Šišković     | Spes Matera   | definitivo |
| P        | Desislava Veličkova | ?             | definitivo |
| C        | Beatrice Zanotti    | Aragona       | definitivo |

## Risultati

### Serie A1

#### Girone di andata
| 1ª giornata - 9 ottobre 2004 PalaBigi, Reggio nell'Emilia         | Reggio Emilia | 1 - 3 | Modena             | 30-28, 21-25, 19-25, 32-34        |
| 2ª giornata - 17 ottobre 2004 Palasport Città di Vicenza, Vicenza | Vicenza       | 3 - 0 | Reggio Emilia      | 25-22, 25-16, 25-12               |
| 3ª giornata - 24 ottobre 2004 PalaBigi, Reggio nell'Emilia        | Reggio Emilia | 1 - 3 | Robursport Pesaro  | 25-20, 21-25, 14-25, 17-25        |
| 4ª giornata - 31 ottobre 2004 PalaCooper, Santeramo in Colle      | Santeramo     | 2 - 3 | Reggio Emilia      | 25-21, 16-25, 25-20, 18-25, 15-17 |
| 5ª giornata - 7 novembre 2004 PalaBigi, Reggio nell'Emilia        | Reggio Emilia | 0 - 3 | Giannino Pieralisi | 23-25, 22-25, 23-25               |
| 6ª giornata - 14 novembre 2004 PalaGalassi, Forlì                 | Forlì         | 3 - 0 | Reggio Emilia      | 25-22, 25-15, 25-21               |
| 7ª giornata - 21 novembre 2004 PalaBigi, Reggio nell'Emilia       | Reggio Emilia | 0 - 3 | Asystel            | 15-25, 16-25, 18-25               |
| 8ª giornata - 5 dicembre 2004 PalaMaddalene, Chieri               | Chieri        | 3 - 0 | Reggio Emilia      | 25-20, 25-20, 26-24               |
| 9ª giornata - 12 dicembre 2004 PalaBigi, Reggio nell'Emilia       | Reggio Emilia | 3 - 2 | Airone             | 25-21, 29-27, 22-25, 20-25, 15-11 |
| 10ª giornata - 18 dicembre 2004 PalaBigi, Reggio nell'Emilia      | Reggio Emilia | 0 - 3 | Sirio Perugia      | 13-25, 12-25, 22-25               |
| 11ª giornata - 22 dicembre 2004 PalaNorda, Bergamo                | Bergamo       | 3 - 0 | Reggio Emilia      | 25-14, 25-19, 25-15               |

#### Girone di ritorno
| 12ª giornata - 9 gennaio 2005 PalaPanini, Modena                | Modena             | 3 - 1 | Reggio Emilia | 18-25, 25-21, 25-20, 25-14        |
| 13ª giornata - 16 gennaio 2005 PalaBigi, Reggio nell'Emilia     | Reggio Emilia      | 3 - 0 | Vicenza       | 25-21, 25-16, 25-23               |
| 14ª giornata - 23 gennaio 2005 PalaDionigi, Pesaro              | Robursport Pesaro  | 3 - 1 | Reggio Emilia | 25-19, 20-25, 25-17, 25-15        |
| 15ª giornata - 30 gennaio 2005 PalaBigi, Reggio nell'Emilia     | Reggio Emilia      | 3 - 0 | Santeramo     | 25-20, 30-28, 25-18               |
| 16ª giornata - 13 febbraio 2005 PalaTriccoli, Jesi              | Giannino Pieralisi | 3 - 0 | Reggio Emilia | 25-22, 25-18, 25-18               |
| 17ª giornata - 20 febbraio 2005 PalaBigi, Reggio nell'Emilia    | Reggio Emilia      | 1 - 3 | Forlì         | 25-23, 22-25, 24-26, 17-25        |
| 18ª giornata - 27 febbraio 2005 PalaDalLago, Novara             | Asystel            | 3 - 1 | Reggio Emilia | 25-20, 22-25, 25-23, 25-17        |
| 19ª giornata - 6 marzo 2005 PalaBigi, Reggio nell'Emilia        | Reggio Emilia      | 2 - 3 | Chieri        | 25-23, 24-26, 23-25, 25-15, 11-15 |
| 20ª giornata - 13 marzo 2005 Palazzetto dello Sport, Bari Sardo | Airone             | 3 - 0 | Reggio Emilia | 25-19, 25-21, 25-20               |
| 21ª giornata - 20 marzo 2005 PalaEvangelisti, Perugia           | Sirio Perugia      | 3 - 0 | Reggio Emilia | 25-19, 25-19, 25-20               |
| 22ª giornata - 23 marzo 2005 PalaBigi, Reggio nell'Emilia       | Reggio Emilia      | 3 - 2 | Bergamo       | 23-25, 25-20, 17-25, 25-20, 15-10 |

### Coppa Italia

#### Fase a gironi
| 1ª giornata - 26 settembre 2004 PalaBigi, Reggio nell'Emilia      | Reggio Emilia     | 0 - 3 | Robursport Pesaro | 22-25, 13-25, 20-25        |
| 2ª giornata - 6 ottobre 2004 PalaEvangelisti, Perugia             | Sirio Perugia     | 3 - 1 | Reggio Emilia     | 25-21, 22-25, 25-19, 25-20 |
| 4ª giornata - 20 ottobre 2004 PalaDionigi, Sant'Angelo in Lizzola | Robursport Pesaro | 3 - 1 | Reggio Emilia     | 25-19, 23-25, 25-19, 25-22 |
| 5ª giornata - 27 ottobre 2004 PalaBigi, Reggio nell'Emilia        | Reggio Emilia     | 1 - 3 | Sirio Perugia     | 25-18, 23-25, 16-25, 12-25 |

## Statistiche

### Statistiche di squadra
| Competizione | Punti | In casa | In casa | In casa | In trasferta | In trasferta | In trasferta | Totale | Totale | Totale |
| Competizione | Punti | G       | V       | P       | G            | V            | P            | G      | V      | P      |
| ------------ | ----- | ------- | ------- | ------- | ------------ | ------------ | ------------ | ------ | ------ | ------ |
| Serie A1     | 13    | 11      | 4       | 7       | 11           | 1            | 10           | 22     | 5      | 17     |
| Coppa Italia | 0     | 2       | 0       | 2       | 2            | 0            | 2            | 4      | 0      | 4      |
| Totale       | -     | 13      | 4       | 9       | 13           | 1            | 12           | 26     | 5      | 21     |

G = partite giocate; V = partite vinte; P = partite perse

### Statistiche dei giocatori
| Giocatore    | Serie A1 | Serie A1 | Serie A1 | Serie A1 | Serie A1 | Coppa Italia | Coppa Italia | Coppa Italia | Coppa Italia | Coppa Italia | Totale | Totale | Totale | Totale | Totale |
| Giocatore    | P        | PT       | AV       | MV       | BV       | P            | PT           | AV           | MV           | BV           | P      | PT     | AV     | MV     | BV     |
| ------------ | -------- | -------- | -------- | -------- | -------- | ------------ | ------------ | ------------ | ------------ | ------------ | ------ | ------ | ------ | ------ | ------ |
| E. Aldrich   | 22       | 222      | 162      | 59       | 1        | 4            | 45           | 36           | 8            | 1            | 26     | 267    | 198    | 67     | 2      |
| R. Aricò     | 5        | 0        | 0        | 0        | 0        | 3            | 7            | 6            | 1            | 0            | 8      | 7      | 6      | 1      | 0      |
| G. Baldelli  | 20       | 37       | 31       | 5        | 1        | 4            | 17           | 13           | 3            | 1            | 24     | 54     | 44     | 8      | 2      |
| T. Bečeva    | 20       | 212      | 183      | 27       | 2        | 2            | 24           | 21           | 2            | 1            | 22     | 236    | 204    | 29     | 3      |
| A. Bo        | 1        | 0        | 0        | 0        | 0        | 2            | 0            | 0            | 0            | 0            | 3      | 0      | 0      | 0      | 0      |
| N. Branagh   | 20       | 256      | 226      | 17       | 13       | 2            | 33           | 33           | 0            | 0            | 22     | 289    | 259    | 17     | 13     |
| R. Fledderus | 22       | 54       | 27       | 14       | 13       | 3            | 4            | 4            | 0            | 0            | 25     | 58     | 31     | 14     | 13     |
| M. Golinelli | 22       | -        | -        | -        | -        | 4            | -            | -            | -            | -            | 26     | -      | -      | -      | -      |
| F. Poggiali  | 4        | 1        | 1        | 0        | 0        | 4            | 3            | 1            | 2            | 0            | 8      | 4      | 2      | 2      | 0      |
| M. Roani     | 22       | 134      | 123      | 9        | 2        | 4            | 39           | 34           | 3            | 2            | 26     | 173    | 157    | 12     | 4      |
| M. Romanò    | 22       | 150      | 106      | 40       | 4        | 4            | 33           | 23           | 6            | 4            | 26     | 183    | 129    | 46     | 8      |
| C. Staelens  | 10       | 104      | 91       | 8        | 5        | -            | -            | -            | -            | -            | 10     | 104    | 91     | 8      | 5      |

P = presenze; PT = punti totali; AV = attacchi vincenti; MV = muri vincenti; BV = battute vincenti